# Kirkby Overblow
Kirkby Overblow est un village et une paroisse civile du Yorkshire du Nord, en Angleterre.

## Personnalité
- Georgiana Rolls (1837-1923), mondaine, collectionneuse, militante et philanthrope, y est née.